# Höja
Höja est une localité suédoise dans la commune d'Ängelholm en Scanie.
Sa population était de 198 habitants en 2015. 